# Jeløya
Jeløya  is een eiland in de provincie Østfold in Noorwegen. Het eiland ligt in de Oslofjord en maakt  deel uit van de gemeente Moss. Oorspronkelijk was het een schiereiland dat na de aanleg van een kanaal in 1855 geen verbinding meer had met het vasteland. Tot 1946 was het een zelfstandige gemeente in de toenmalige provincie Østfold, die naast het eiland ook een strook rondom de stad Moss op het vasteland omvatte. Het zuidelijke deel van het eiland is tegenwoordig deel van de stad Moss. Sinds 1975 heeft het eiland een eigen kerk. 